# Marina Bay Sands
Marina Bay Sands är både ett kasino och ett hotell som ligger i Singapore. Det ägs och drivs av det amerikanska kasinoföretaget Las Vegas Sands. Hotellet har omkring 2 600 hotellrum och kasinot har en spelyta på 15 050 m². Marina Bay Sands består av tre skyskrapor med ett gemensamt skeppsformat observationsdäck, med barer, restauranger och swimmingpooler, över de tre skyskraporna. Anläggningen har också konferensanläggning, museum, teaterhus, utställningshall och varuhus.
Byggnaden uppfördes mellan 2006 och 2010 för totalt åtta miljarder singaporianska dollar, vilket innebar att kasinoanläggningen blev världens dyraste kasino som hade uppförts vid den tidpunkten. Marina Bay Sands ritades i huvudsak av den israelisk-kanadensiske arkitekten Moshe Safdie.